# Scottish Football League 1919/1920
Třicátý ročník Scottish Football League (1. skotské fotbalové ligy) se konal od 16. srpna 1919 do 5. května 1920.
Soutěže se zúčastnilo již nově 22 klubů a vyhrál ji podesáté ve své historii Rangers FC. Nejlepším střelcem se stal hráč Motherwell FC Hughie Ferguson, který vstřelil 33 branek.